# (7881) Schieferdecker
(7881) Schieferdecker ist ein Asteroid des äußeren Hauptgürtels, der am 2. September 1992 vom belgischen Astronomen Eric Walter Elst am La-Silla-Observatorium (IAU-Code 809) der Europäischen Südsternwarte entdeckt wurde.
Der Himmelskörper ist nach dem deutschen Kirchenmusiker, Komponisten und Organisten Johann Christian Schieferdecker (1679–1732) benannt.
Der Asteroid ist Mitglied der Koronis-Familie, einer Gruppe von Asteroiden, die nach (158) Koronis benannt ist.